# Nokere Koerse de 2019
A 74.ª edição da clássica ciclista Nokere Koerse foi uma carreira na Bélgica que se celebrou a 20 de março de 2019 sobre um percurso de 195,6 quilómetros com início no município de Deinze e final na cidade de Nokere.
A carreira fez parte do UCI Europe Tour de 2019, dentro da categoria 1.hc. O vencedor foi o neerlandês Cees Bol da Sunweb seguido do alemão Pascal Ackermann da Bora-Hansgrohe e o belga Jasper Philipsen da UAE Emirates.

## Equipas participantes
Tomaram parte na carreira 25 equipas: 9 de categoria UCI World Team; 15 de categoria Profissional Continental; e 1 de categoria Continental. Formando assim um pelotão de 168 ciclistas dos que acabaram 143. As equipas participantes foram:
| Equipes WorldTeam (9)- Deceuninck-Quick Step - Bora-hansgrohe - CCC Team - Lotto Soudal - Katusha-Alpecin - Sky - Team Sunweb - Trek-Segafredo - UAE Team Emirates Equipes profissionais Continentais (15)- Androni Giocattoli-Sidermec - Cofidis, Solutions Crédits - Corendon-Circus - Delko-Marseille Provence - Direct Énergie - Hagens Berman Axeon - Israel Cycling Academy - Nippo Vini Fantini Faizanè - Riwal Readynez - Roompot-Charles - Sport Vlaanderen-Baloise - Arkéa-Samsic - Vital Concept-B&B Hotels - Wallonie Bruxelles - Wanty-Groupe Gobert Equipe Continental- Tarteletto-Isorex |
| |

## Classificação final
- As classificações finalizaram da seguinte forma:[3]

| \| Classificação geral \| Classificação geral \| Classificação geral \| Classificação geral \| Classificação geral \| \| Ciclista \| Ciclista \| Equipe \| Tempo \| \| \| ------------------- \| ------------------- \| -------------------------- \| ------------------- \| ------------------- \| \| 1. \| Cees Bol \| Team Sunweb \| 4h32m37s \| \| \| 2. \| Pascal Ackermann \| Bora-Hansgrohe \| + 0s \| \| \| 3. \| Jasper Philipsen \| UAE Team Emirates \| + 0s \| \| \| 4. \| Boy van Poppel \| Roompot-Charles \| + 0s \| \| \| 5. \| Hugo Hofstetter \| Cofidis, Solutions Crédits \| + 0s \| \| \| 6. \| Jonas Van Genechten \| Vital Concept-B&B Hotels \| + 0s \| \| \| 7. \| Justin Jules \| Wallonie Bruxelles \| + 0s \| \| \| 8. \| Bram Welten \| Arkéa-Samsic \| + 0s \| \| \| 9. \| Jens Debusschere \| Katusha-Alpecin \| + 0s \| \| \| 10. \| Lawrence Naesen \| Lotto-Soudal \| + 0s \| \| |                     |                            |          |
| |                     |                            |          |
| Fonte: ProCyclingStats |                     |                            |          |
| Classificação geral |                     |                            |          |
| Ciclista | Ciclista            | Equipe                     | Tempo    |
| 1. | Cees Bol            | Team Sunweb                | 4h32m37s |
| 2. | Pascal Ackermann    | Bora-Hansgrohe             | + 0s     |
| 3. | Jasper Philipsen    | UAE Team Emirates          | + 0s     |
| 4. | Boy van Poppel      | Roompot-Charles            | + 0s     |
| 5. | Hugo Hofstetter     | Cofidis, Solutions Crédits | + 0s     |
| 6. | Jonas Van Genechten | Vital Concept-B&B Hotels   | + 0s     |
| 7. | Justin Jules        | Wallonie Bruxelles         | + 0s     |
| 8. | Bram Welten         | Arkéa-Samsic               | + 0s     |
| 9. | Jens Debusschere    | Katusha-Alpecin            | + 0s     |
| 10. | Lawrence Naesen     | Lotto-Soudal               | + 0s     |

## UCI World Ranking
A Nokere Koerse outorgou pontos para o UCI World Ranking para corredores das equipas nas categorias UCI World Team, Profissional Continental e Equipas Continentais. A seguinte tabela são o barómetro de pontuação e os 10 corredores que obtiveram mais pontos:
| Posição             | 1.º | 2.º | 3.º | 4.º | 5.º | 6.º | 7.º | 8.º | 9.º | 10.º | 11.º | 12.º | 13.º | 14.º | 15.º | 16.º-30.º | 31.º-40.º |
| Classificação geral | 200 | 150 | 125 | 100 | 85  | 70  | 60  | 50  | 40  | 35   | 30   | 25   | 20   | 15   | 10   | 5         | 3         |

| Classificação |                     |                            |       |
| Posição       | Ciclista            | Equipa                     | Geral |
| ------------- | ------------------- | -------------------------- | ----- |
| 1.º           | Cees Bol            | Sunweb                     | 200   |
| 2.º           | Pascal Ackermann    | Bora-Hansgrohe             | 150   |
| 3.º           | Jasper Philipsen    | UAE Emirates               | 125   |
| 4.º           | Boy van Poppel      | Roompot-Charles            | 100   |
| 5.º           | Hugo Hofstetter     | Cofidis, Solutions Crédits | 85    |
| 6.º           | Jonas Van Genechten | Vital Concept-B&B Hotels   | 70    |
| 7.º           | Justin Jules        | Wallonie Bruxelles         | 60    |
| 8.º           | Bram Welten         | Arkéa Samsic               | 50    |
| 9.º           | Jens Debusschere    | Katusha-Alpecin            | 40    |
| 10.º          | Lawrence Naesen     | Lotto Soudal               | 35    |